# Šibolet
Šibolet (hebrejsky שיבולת‎, česky obilný klas) je jazykový prostředek, který v komunikačních situacích slouží k rozlišení členů jedné (společenské, nářečové) skupiny od druhé, v širším smyslu jakékoliv znamení, heslo, poznávací heslo, narážka.
Šibolety nejsou jazykolamy, právě naopak: často jde o zcela běžná a (zdánlivě) jednoduše vyslovitelná slova, na kterých se však zvlášť zřetelně projeví cizí výslovnost, například proto, že se v nich vyskytují hlásky nebo fonetické jevy, které cizí jazyk nemá.
Termín pochází z biblické Knihy Soudců, ve které se popisuje, jak soudce Jefte a jeho bojovníci pomocí výslovnosti slova „šibolet“ rozeznávali své nepřátele (v určitém dialektu tehdejší hebrejštiny se totiž š vyslovovalo jako s):
| „                        | Gileád dobyl na Efrajimovi jordánské brody. Když nyní řekl někdo z efrajimských uprchlíků: „Rád bych se přebrodil,“ zeptali se ho gileádští muži: „Jsi Efratejec?“ Jestliže odvětil: „Nejsem,“ vyzvali ho: „Tak řekni šibbolet! (שִׁבֹּלֶת)“ On však řekl: „Sibbolet (סִבֹּלֶת)“, a nedokázal to přesně vyslovit. Tu ho popadli a zabili při jordánských brodech. Toho času padlo z Efrajima čtyřicet dva tisíce mužů. | “ |
| — Sd 12, 5–6 (Kral, ČEP) | |   |

## Příklady šiboletu v historii
Podobně jako v biblické epizodě, podle níž je tento fenomén pojmenován, byl šibolet mnohokrát v historii použit jako prostředek rychlého a jednoduchého rozlišení „přátel“ od „nepřátel“, zejména ve válkách a dalších konfliktech.
- Při sicilských nešporách v roce 1282 rozlišovali sicilští povstalci francouzské nepřátele tak, že je nechávali vyslovit slovo ciciri (zrnka cizrny), které pochází ze sicilského dialektu. Písmeno c se zde vyslovuje jako č; tuto hlásku francouzština nemá, nadto vyslovuje zcela jinak r a konečně má přízvuk na poslední slabice, zatímco v sicilském dialektu je v tomto slově přízvuk na slabice první: všechny tři fonetické jevy tedy Francouze snadno prozradily.[1]
- Během tzv. bruggské jitřní mše (Brugse Metten) v roce 1302, povstání Vlámů proti Francouzům, rozlišovali povstalci francouzské vojáky tak, že je nechávali vyslovit vlámské spojení schild en vriend („štít a přítel“); každý, kdo je nedokázal vyslovit, byl okamžitě zabit. Francouzština nemá ch a správná výslovnost vlámského  schild je tedy pro Francouze velmi obtížná. Počet zabitých Francouzů se odhaduje na dva tisíce.[2]
- Při vzpouře fojta Alberta v Krakově v roce 1312, která byla zaměřena proti Němcům a Čechům, byli nepřátelé rozeznáváni podle výslovnosti polských slov Soczewica, koło, miele, młyn („čočka, kolo, mele, mlýn“). Kdo v nich špatně vyslovil tvrdé l nebo jiné hlásky typické pro polštinu, byl zabit nebo vyhnán.[3]
- Při fríském povstání proti Holanďanům v letech 1515–1523, které vedl Pier Gerlofs Donia, Frísové rozlišovali nepřátele tak, že je nechali zopakovat frískou básničku  Bûter, brea, en griene tsiis; / wa't dat net sizze kin, is gjin oprjochte Fries („Máslo, žitný chléb a plísňový sýr, / kdo to nevysloví, není pravý Frís“). Kdo ji nedokázal vyslovit, byl považován za nepřítele a popraven.
- V říjnu 1937 došlo v Dominikánské republice k tzv. petrželovému masakru. Diktátor Rafael Trujillo ve snaze sjednotit svůj národ vyhlásil program „očisty“ země od přistěhovalců ze sousedního Haiti. V pohraničních oblastech vojáci ukazovali zadrženým snítku petržele a zabili každého, kdo nedokázal vyslovit španělské slovo „perejil“ (španělské j se čte podobně jako české ch; haitská kreolština tuto hlásku nemá a kromě toho vyslovuje velmi odlišně r). Během pětidenní kampaně zahynulo nejméně dvacet tisíc lidí.[4][5][6]
- Členové nizozemského odboje za 2. světové války rozlišovali německé špióny tak, že je nechali přečíst místní název  Scheveningen nebo slovo  beschuit („sušenka“). Němečtí mluvčí pravděpodobně vysloví psané sch jako š, zatímco v nizozemštině se správně čte jako sch; ve slově beschuit se mimoto vyskytuje dvojhláska [œy], kterou němčina nemá.[7]
- Při libanonské občanské válce (1975–1990) rozeznávali křesťanští bojovníci Palestince na kontrolních stanovištích tak, že se jich zeptali na arabský název rajčete (بندورة): zatímco v libanonském dialektu arabštiny se vyslovuje banadúra, v palestinském se vyslovuje bandura. Kdo použil formu bandura, byl zastřelen.[8]
- Při ruské invazi na Ukrajinu rozeznávají Ukrajinci etnické Rusy tak, že je nechávají vyslovit ukrajinské slovo  paljanycja (паляниця, druh pečiva); správná ukrajinská výslovnost je [pɐlʲɐˈnɪt͡sʲɐ] s tvrdým n a změkčeným c; ruští mluvčí naopak mají tendenci vyslovovat jako paljanica ([pɐlʲɪˈnʲit͡sə]) se změkčeným n a tvrdým c (ruština změkčené c nemá).[9]

Šiboletem mohou být i nejazykové prostředky, například znalosti, které člen (nebo naopak nečlen) určité skupiny typicky nemá:
- Islamističtí útočníci při masakru v obchodním domě Westgate v keňském Nairobi v roce 2013 rozeznávali muslimy od nemuslimů tak, že se rukojmí ptali, jak se jmenovala matka proroka Muhammada. Ti, kteří znali správnou odpověď (Ámina bint Wahb) byli považováni za muslimy a propuštěni, ti, kteří ji neznali, byli zabiti.[10]